# Renald I de Dammartin
Renald de Dammartin, nascut cap a 1165, mort el 1227, va ser comte de Boulogne de 1190 a 1227, Comte de dammartin (Renald I de Dammartin) de 1200 a 1214, comte d'Aumale de 1204 a 1206 i Comte de mortain de 1206 a 1214. Era fill d'Alberic III de Dammartin, comte de Dammartin, i de Matilde de Clermont.
Criat a la cort de França, fou amic d'infantesa de Felip II de França, rei de frança. Combat no obstant això sota la bandera dels Plantagenets però fou perdonat, per no havet fet més que seguir les ordres paternes, i es va casar amb una cosina del rei, Maria de Châtillon, filla de Guiu II, senyor de Châtillon, i d'Alix de Dreux.
Sota el consell de Felip August, que desitjava desenganxar el Boulonnais (el país de Boulogne) de la influència flamenca, va repudiar la seva esposa per prendre i casar-se per força amb Ida de Lorena († 1216), comtessa de Boulogne, vídua de Bertold IV de Zähringen i filla de Mateu d'Alsàcia i de Maria de Blois, comte i comtessa de Boulogne. Així, col·loca el comtat de Boulogne, que depenia fins aquell moment del comtat de Flandes, sota el vassallatge directe del regne de França. Aquest matrimoni el va fer poderós i va suscitar gelosies, sobretot en la família de Dreux, parenta de Maria de Châtillon, i en la família de Guînes, ja que el comte de Guînes havia estat promès d'Ida.
El 1203, Renald i la seva esposa atorgaren una carta a la ciutat de Boulogne, donant privilegis als venedors de la ciutat. Aquests de fet havien comprat probablement la seva llibertat mitjançant finançament a Renald, sempre en busca de diners. El 1204, Felip August li va donar el comtat d'Aumale, que va intercanviar el 1206 pel comtat de Mortain, però Renald va prendre de nou certes distàncies.
El 1211, es va negar a comparèixer davant el rei de França de resultes d'un conflicte que l'oposava al bisbe de Beauvais Felip de Dreux, i després va negociar amb Joan sense Terra, s'hi va aliar el 1212 i li va retre homenatge.
Amb l'emperador Otó IV i el comte Ferran de Flandes, va atacar el regne de França el 1214, La batalla entre els dos exèrcits va tenir lloc a Bouvines. Vençut, Renald fou un dels últims a rendir-se i es va negar a sotmetre's al rei. Felip August li va confiscar les seves terres, per donar-los al seu propi fill Felip Hurepel i va casar aquest amb la filla de Renald Matilde o Matilda de Dammartin. Renald continuarà estant empresonat a la fortalesa del Goulet fins a la seva mort el 1227.

## Fills
No va tenir fills de Marie de Châtillon.
D'Ida de Lorene va tenir una filla :
- Matilde o Matilda de Dammartin (1202 † 1260), comtessa de Boulogne, d'Aumale i de Dammartin, casada amb:

1. el 1218 amb Felip Hurepel de França (1200 † 1234), comte de Clermont-en-Beauvaisis
2. el 1235 amb Alfons III, rei de Portugal (1210 † 1279)

## El renom de Renald en la posteritat
El 1285, en el torneig de Chauvency (llavors situat a Alemanya) un herald va fer l'elogi del 'comte Renaut que tingué Boulogne' (és verdader que Renald de Dammartin, el futur traïdor de Bouvines, havia trobat refugi el 1211 amb el comte de Bar i Renald de Trie, i es feia dir "Boulogne" en el transcurs de les lluites o justes del torneig. Quant al senyor de Gevigni/Gviwini, que seria, segons Jacques Bretel, del seu llinatge i de la seva sang: ' Li cuens Renaus qui tint Boloigne/ Ne se fist onques mieus paroir/ Et sa prouesse va par oir / Par cestui n'est point decheüe.'

## Font
- Alain Lottin, Histoire de Boulogne-sur-Mer
- Historique Boulogne (Alcaldia de Boulogne) Arxivat 2006-11-25 a Wayback Machine.
- La batalla de Bouvines Arxivat 2010-11-28 a Wayback Machine.)
- La batalla de Bouvines[Enllaç no actiu])